# Викерс џоки
Викерс џоки или Викерс 151 (енгл. Vickers Jockey) је британски ловачки авион. Авион је први пут полетео 1930. године. 

Највећа брзина у хоризонталном лету је износила 351 km/h. Размах крила је био 9,90 метара а дужина 7,01 метара. Маса празног авиона је износила 1025 килограма а нормална полетна маса 1434 килограма. Био је наоружан са два предња митраљеза калибра 7,7 милиметара типа Викерс.

## Наоружање
| Наоружање авиона: Викерс џоки  |     |
| Ватрено (стрељачко) наоружање  |     |
| Топ                            |     |
| Митраљез                       |     |
| Број и ознака митраљеза        | 2   |
| Калибар                        | 7,7 |
| Бомбардерско наоружање (бомбе) |     |
| Ракетно наоружање (ракете)     |     |